# Список космических запусков СССР в 1969 году
Список космических запусков СССР в 1969 году
| Дата        | Ракета-носитель | Полезная нагрузка (тип)       | Космодром / Стартовый комплекс | SCD/NSSDC ID      | Результат |
| ----------- | --------------- | ----------------------------- | ------------------------------ | ----------------- | --------- |
| 5 января    | Молния-М        | Венера-5                      | Байконур Пл. 1                 | 03642 / 1969-001A | Успех     |
| 10 января   | Молния-М        | Венера-6                      | Байконур Пл. 1                 | 03648 / 1969-002A | Успех     |
| 12 января   | Восход          | Космос-263 (Зенит-2)          | Плесецк 41/1                   | 03651 / 1969-003A | Успех     |
| 14 января   | Союз            | Союз-4 (Союз 7К-ОК)           | Байконур Пл. 31                | 03654 / 1969-004A | Успех     |
| 15 января   | Союз            | Союз-5 (Союз 7К-ОК)           | Байконур Пл. 1                 | 03656 / 1969-005A | Успех     |
| 20 января   | Протон-К/Блок Д | Зонд-7А (7К-Л1)               | Байконур 81/23                 |                   | Неудача   |
| 23 января   | Восход          | Космос-264 (Зенит-4М)         | Байконур Пл. 1                 | 03667 / 1969-008A | Успех     |
| 25 января   | Циклон-2А 11К67 | УС-П                          | Байконур 90/19                 |                   | Неудача   |
| 1 февраля   | Восток-2М       | Метеор                        | Плесецк 41/1                   |                   | Неудача   |
| 7 февраля   | Космос-2        | Космос-265 (ДС-П1-Ю № 21)     | Плесецк 133/1                  | 03675 / 1969-012A | Успех     |
| 19 февраля  | Протон-К/Блок Д | Станция Е-8 № 201 («Луноход») | Байконур 81/24                 |                   | Неудача   |
| 21 февраля  | Н-1             | Зонд-7Б (7К-Л1С)              | Байконур 110П                  |                   | Неудача   |
| 25 февраля  | Восход          | Космос-266 (Зенит-2)          | Плесецк 41/1                   | 03761 / 1969-015A | Успех     |
| 26 февраля  | Восход          | Космос-267 (Зенит-4М)         | Байконур Пл. 31                | 03765 / 1969-017A | Успех     |
| 5 марта     | Космос-2        | Космос-268 (ДС-П1-Ю № 18)     | Капустин Яр 86/4               | 03773 / 1969-020A | Успех     |
| 5 марта     | Космос-3М       | Космос-269 (Целина-О)         | Плесецк 132/2                  | 03775 / 1969-021A | Успех     |
| 6 марта     | Восход          | Космос-270 (Зенит-4)          | Плесецк 41/1                   | 03777 / 1969-022A | Успех     |
| 15 марта    | Восход          | Космос-271 (Зенит-4)          | Плесецк 41/1                   | 03807 / 1969-023A | Успех     |
| 17 марта    | Космос-3М       | Космос-272 (Сфера)            | Плесецк 132/2                  | 03818 / 1969-024A | Успех     |
| 22 марта    | Восход          | Космос-273 (Зенит-2)          | Плесецк 41/1                   | 03831 / 1969-027A | Успех     |
| 24 марта    | Восход          | Космос-274 (Зенит-4)          | Байконур Пл. 31                | 03833 / 1969-028A | Успех     |
| 26 марта    | Восток-2М       | Метеор-1-1 (Метеор)           | Плесецк 41/1                   | 03835 / 1969-029A | Успех     |
| 27 марта    | Протон-К/Блок Д | АМС «Марс»                    | Байконур 81/23                 |                   | Неудача   |
| 28 марта    | Космос-2        | Космос-275 (ДС-П1-И № 5)      | Плесецк 133/1                  | 03846 / 1969-031A | Успех     |
| 2 апреля    | Протон-К/Блок Д | АМС «Марс»                    | Байконур 81/24                 |                   | Неудача   |
| 4 апреля    | Восход          | Космос-276 (Зенит-4)          | Плесецк 41/1                   | 03854 / 1969-032A | Успех     |
| 4 апреля    | Космос-2        | Космос-276 (ДС-П1-Ю № 20)     | Плесецк 133/1                  | 03855 / 1969-033A | Успех     |
| 9 апреля    | Восход          | Космос-277 (Зенит-2)          | Плесецк 41/1                   | 03883 / 1969-034A | Успех     |
| 11 апреля   | Молния-М        | Молния-1-11 (Молния-1+)       | Байконур Пл. 1                 | 03885 / 1969-035A | Успех     |
| 15 апреля   | Восход          | Космос-279 (Зенит-4)          | Байконур Пл. 1[уточнить]       | 03893 / 1969-038A | Успех     |
| 23 апреля   | Восход          | Космос-280 (Зенит-4М)         | Байконур Пл. 1                 | 03906 / 1969-040A | Успех     |
| 13 мая      | Восход          | Космос-281 (Зенит-2)          | Плесецк 41/1                   | 03939 / 1969-042A | Успех     |
| 20 мая      | Восход          | Космос-282 (Зенит-4)          | Плесецк 41/1                   | 03944 / 1969-044A | Успех     |
| 27 мая      | Космос-2        | Космос-283 (ДС-П1-Ю № 19)     | Плесецк 133/1                  | 03957 / 1969-047A | Успех     |
| 29 мая      | Восход          | Космос-284 (Зенит-4)          | Байконур Пл. 31                | 03971 / 1969-048A | Успех     |
| 3 июня      | Космос-2        | Космос-285 (ДС-П1-Ю № 24)     | Плесецк 133/1                  | 03983 / 1969-049A | Успех     |
| 14 июня     | Протон-К/Блок Д | Е-8-5                         | Байконур 81/24                 |                   | Неудача   |
| 15 июня     | Восход          | Космос-286 (Зенит-4)          | Плесецк 41/1                   | 03988 / 1969-052A | Успех     |
| 24 июня     | Восход          | Космос-287 (Зенит-2)          | Байконур Пл. 31                | 03991 / 1969-054A | Успех     |
| 27 июня     | Восход          | Космос-288 (Зенит-4)          | Байконур Пл. 1                 | 03994 / 1969-055A | Успех     |
| 3 июля      | Н-1             | Зонд-7В (7К-Л1С)              | Байконур 110П                  |                   | Неудача   |
| 10 июля     | Восход          | Космос-289 (Зенит-4)          | Плесецк 41/1                   | 04034 / 1969-057A | Успех     |
| 13 июля     | Протон-К/Блок Д | Луна-15                       | Байконур 81/24                 | 04036 / 1969-058A | Успех     |
| 22 июля     | Восход          | Космос-290 (Зенит-2)          | Плесецк 41/1                   | 04042 / 1969-060A | Успех     |
| 22 июля     | Молния-М        | Молния-1-12 (Молния-1+)       | Байконур Пл. 1                 | 04043 / 1969-061A | Успех     |
| 23 июля     | Космос-2        | Космос-283 (ДС-П1-Ю № 23)     | Плесецк 133/1                  |                   | Неудача   |
| 6 августа   | Циклон-2        | Космос-291                    | Байконур 90/19                 | 04058 / 1969-066A | Успех     |
| 8 августа   | Протон-К/Блок Д | Зонд-7 (7К-Л1)                | Байконур 81/23                 | 04062 / 1969-067A | Успех     |
| 13 августа  | Космос-3М       | Космос-292 (Циклон)           | Плесецк 132/2                  | 04070 / 1969-070A | Успех     |
| 16 августа  | Восход          | Космос-293 (Зенит-2М)         | Байконур Пл. 31                | 04072 / 1969-071A | Успех     |
| 19 августа  | Восход          | Космос-294 (Зенит-4)          | Плесецк 41/1                   | 04074 / 1969-072A | Успех     |
| 22 августа  | Космос-2        | Космос-295 (ДС-П1-Ю № 29)     | Плесецк 133/1                  | 04076 / 1969-073A | Успех     |
| 29 августа  | Восход          | Космос-296 (Зенит-4)          | Байконур Пл. 31                | 04080 / 1969-075A | Успех     |
| 2 сентября  | Восход          | Космос-297 (Зенит-4)          | Плесецк 41/1                   | 04082 / 1969-076A | Успех     |
| 15 сентября | Р-36орб         | Космос-298                    | Байконур 191/66                | 04092 / 1969-077A | Успех     |
| 18 сентября | Восход          | Космос-299 (Зенит-4)          | Байконур Пл. 31                | 04097 / 1969-078A | Успех     |
| 23 сентября | Протон-К/Блок Д | Космос-300 (Е-8-5)            | Байконур 81/24                 | 04104 / 1969-080A | Неудача   |
| 24 сентября | Восход          | Космос-301 (Зенит-2)          | Плесецк 41/1                   | 04106 / 1969-081A | Успех     |
| 6 октября   | Восток-2М       | Метеор-1-2 (Метеор)           | Плесецк 41/1                   | 04119 / 1969-084A | Успех     |
| 11 октября  | Союз            | Союз-6 (Союз 7К-ОК)           | Байконур Пл. 31                | 04122 / 1969-085A | Успех     |
| 12 октября  | Союз            | Союз-7 (Союз 7К-ОК)           | Байконур Пл. 1                 | 04124 / 1969-086A | Успех     |
| 13 октября  | Союз            | Союз-8 (Союз 7К-ОК)           | Байконур Пл. 31                | 04126 / 1969-087A | Успех     |
| 14 октября  | Космос-2        | Интеркосмос-1                 | Капустин Яр 86/4               | 04128 / 1969-088A | Успех     |
| 17 октября  | Восход          | Космос-302 (Зенит-4)          | Плесецк 41/1                   | 04130 / 1969-089A | Успех     |
| 18 октября  | Космос-2        | Космос-303 (ДС-П1-Ю № 28)     | Плесецк 133/1                  | 04136 / 1969-090A | Успех     |
| 21 октября  | Космос-3М       | Космос-304 (Циклон)           | Плесецк 132/1                  | 04138 / 1969-091A | Успех     |
| 22 октября  | Протон-К/Блок Д | Космос-305 (Е-8-5)            | Байконур 81/24                 | 04150 / 1969-092A | Неудача   |
| 24 октября  | Восход          | Космос-306 (Зенит-2М)         | Байконур Пл. 1                 | 04182 / 1969-093A | Успех     |
| 24 октября  | Космос-2        | Космос-307 (ДС-П1-Ю № 22)     | Капустин Яр 86/4               | 04184 / 1969-094A | Успех     |
| 4 ноября    | Космос-2        | Космос-308 (ДС-П1-И № 7)      | Плесецк 133/1                  | 04219 / 1969-096A | Успех     |
| 12 ноября   | Восход          | Космос-309 (Зенит-2)          | Плесецк 41/1                   | 04223 / 1969-098A | Успех     |
| 15 ноября   | Восход          | Космос-310 (Зенит-4)          | Байконур Пл. 31                | 04232 / 1969-100A | Успех     |
| 24 ноября   | Космос-2        | Космос-311 (ДС-П1-Ю № 27)     | Плесецк 133/1                  | 04252 / 1969-102A | Успех     |
| 24 ноября   | Космос-3М       | Космос-312 (Сфера)            | Плесецк 132/1                  | 04254 / 1969-103A | Успех     |
| 28 ноября   | Протон-К/Блок Д | 7К-Л1Е                        | Байконур 81/23                 |                   | Неудача   |
| 3 декабря   | Восход          | Космос-313 (Зенит-2М)         | Плесецк 43/4                   | 04262 / 1969-104A | Успех     |
| 11 декабря  | Космос-2        | Космос-314 (ДС-П1-Ю № 30)     | Плесецк 133/1                  | 04266 / 1969-106A | Успех     |
| 20 декабря  | Космос-3М       | Космос-315 (Целина-О)         | Плесецк 132/1                  | 04273 / 1969-107A | Успех     |
| 23 декабря  | Циклон-2        | Космос-316                    | Байконур 90/20                 | 04282 / 1969-108A | Успех     |
| 23 декабря  | Восход          | Космос-317 (Зенит-4МК)        | Плесецк 41/1                   | 04280 / 1969-109A | Успех     |
| 25 декабря  | Космос-2        | Интеркосмос-2                 | Капустин Яр 86/4               | 04285 / 1969-110A | Успех     |
| 27 декабря  | Космос-3М       | Флаг СССР                     | Плесецк 132/1                  |                   | Неудача   |

## Статистика
Количество запусков: 82
Успешных запусков: 68
| Ракета-носитель | Число стартов | Неудачи | Примечания |
| --------------- | ------------- | ------- | ---------- |
| Восход          | 32            | 0       |            |
| Космос-2        | 15            | 1       |            |
| Космос-3М       | 7             | 1       |            |
| Союз            | 5             | 0       |            |
| Молния-М        | 4             | 0       |            |
| Циклон          | 3             | 1       |            |
| Восток          | 3             | 1       |            |
| Протон          | 10            | 8       |            |
| Н-1             | 2             | 2       |            |
| Р-36-орб        | 1             | 0       |            |

| Космодром   | Число стартов | Неудачи | Примечания |
| ----------- | ------------- | ------- | ---------- |
| Байконур    | 38            | 11      |            |
| Плесецк     | 40            | 3       |            |
| Капустин Яр | 4             | 0       |            |

## Прочие события
| Дата       | Событие |
| ---------- | --- |
| 16 января  | Впервые в мире осуществлена стыковка двух советских пилотируемых космических кораблей «Союз-4» и «Союз-5». После стыковки два члена экипажа космического корабля «Союз-5» Алексей Станиславович Елисеев и Евгений Васильевич Хрунов совершили выход в открытый космос и перешли в корабль «Союз-4». Продолжительность работы вне корабля составила 37 минут. После окончания перехода космические корабли были расстыкованы. Полет кораблей в состыкованном состоянии продолжался 4 часа 33 минуты 49 секунд. |
| 17 января  | В 06:51 на территории СССР в 40 километрах северо-западнее города Караганда совершил посадку спускаемый аппарат космического корабля «Союз-4». На Землю возвратились космонавты Владимир Александрович Шаталов, Алексей Станиславович Елисеев и Евгений Васильевич Хрунов. Продолжительность пребывания космонавтов в космосе составила: Владимир Шаталов — 2 дня 22 часа 20 минут 47 секунд; Алексей Елисеев и Евгений Хрунов — 1 день 23 часа 45 минут 50 секунд. |
| 18 января  | В 07:58 на территории СССР в 200 километрах юго-западнее города Кустанай совершил посадку спускаемый аппарат космического корабля «Союз-5». На Землю возвратился космонавт Борис Валентинович Волынов. Продолжительность полета составила 3 дня 54 минуты 15 секунд. Во время посадки возникла нештатная ситуация, которая едва не привела к катастрофе. После включения тормозного двигателя не произошло разделение спускаемого аппарата и орбитального отсека. Вся эта «связка», беспорядочно кувыркаясь, вошла в земную атмосферу и устремилась к Земле. Разделение отсеков произошло только в плотных слоях атмосферы, после чего в действие была введена парашютная система. |
| 20 января  | Время — 04:14. Космодром Байконур, стартовый комплекс 81Л. Пуск ракеты- носителя «Протон-К / Д», которая должна была вывести на траекторию полета к Луне автоматическую межпланетную станцию типа «Л-1». На участке выведения произошла авария и ракета-носитель взорвалась. |
| 16 мая     | Спускаемый аппарат советской автоматической межпланетной станции «Венера-5» совершил плавный спуск в атмосфере планеты Венера. Непосредственно перед вхождением в атмосферу планеты произошло разделение орбитального отсека, который сгорел в атмосфере, и спускаемого аппарата. Во время плавного спуска спускаемый аппарат передавал научную информацию. Связь со станцией прекратилась, когда она находилась на высоте приблизительно 10 километров от поверхности планеты. Полагают, что причиной этого стала высокая температура и большое давление в непосредственной близости к поверхности планеты.                                                                       |
| 17 мая     | Спускаемый аппарат советской автоматической межпланетной станции «Венера-6» совершил плавный спуск в атмосфере планеты Венера. Непосредственно перед вхождением в атмосферу планеты произошло разделение орбитального отсека, который сгорел в атмосфере, и спускаемого аппарата. Во время плавного спуска спускаемый аппарат передавал научную информацию. Связь со станцией прекратилась, когда она находилась на высоте примерно 10 километров от поверхности планеты. Полагают, что причиной прекращения связи стала высокая температура и большое атмосферное давление в непосредственной близости к поверхности планеты.                                                     |
| 21 июля    | Советская автоматическая станция «Луна-15» достигла поверхности Луны. Запланированная мягкая посадка не удалась и станция разбилась. Планировалась доставка на Землю образцов лунного грунта. |
| 11 августа | Советский космический корабль «Зонд-7» совершил облет Луны при минимальном расстоянии от её поверхности около 1200 километров. |
| 14 августа | На территории СССР южнее города Кустанай совершил посадку спускаемый аппарат советского космического корабля «Зонд-7». |
| 15 октября | Предпринята попытка стыковки космических кораблей «Союз-7» и «Союз-8». В процессе сближения кораблей выявился сбой в работе системы сближения и стыковки, что заставило стыковку отменить. |
| 16 октября | В 09:52 UTC на территории СССР в районе города Караганда совершил посадку спускаемый аппарат корабля «Союз-6». На Землю возвратились космонавты Георгий Степанович Шонин и Валерий Николаевич Кубасов. Продолжительность их полета составила 4 дня 22 часа 42 минуты 47 секунд. |
| 17 октября | В 09:26 UTC на территории СССР в районе города Караганда совершил посадку спускаемый аппарат космического корабля «Союз-7». На Землю возвратились космонавты Анатолий Васильевич Филипченко, Владислав Николаевич Волков и Виктор Васильевич Горбатко. Продолжительность их полета составила 4 дня 22 часа 40 минут 23 секунды. |
| 18 октября | В 10:19 UTC на территории СССР в районе города Караганда совершил посадку спускаемый аппарат корабля «Союз-8». На Землю возвратились космонавты Владимир Александрович Шаталов и Алексей Станиславович Елисеев. Продолжительность их полета составила 4 дня 22 часа 50 минут 49 секунд. |